# Denny Cordell
Dennis Cordell-Lavarack (Buenos Aires, 1 de agosto de 1943 - Dublin, 18 de fevereiro de 1995), conhecido como Denny Cordell, foi um produtor musical inglês. Ele é notável por sua atuação nos anos 1960 e início dos anos 1970 por produções de sucesso de singles para os Moody Blues, Leon Russell, The Move, Procol Harum, Joe Cocker e no início de carreira de Tom Petty and the Heartbreakers.

## Início da vida e carreira
Nascido em Buenos Aires, Argentina, Cordell cresceu na Inglaterra e foi educado na Cranleigh School. 
Ele conheceu Chris Blackwell quando tinha 21 anos e começou a trabalhar para a gravadora de Blackwell, Island Records, como produtor. Quando Cordell começou a trabalhar mais de perto com o The Moody Blues, ele decidiu deixar a gravadora e se tornar um produtor independente. 
Cordell produziu o álbum de estréia do Moody Blues The Magnificent Moodies na gravadora Decca em 1965. O disco continha o hit Go Now (produzido separadamente por Alex Wharton), que havia sido o hit número 1 na parada de singles do Reino Unido um ano antes. O contrato da banda com a gravadora foi obra de Cordell, que descobriu a canção Go Now e os convenceu a assinar um contrato. Isso foi seguido por sucessos de Cordell, produtor de The Move, Georgie Fame, Procol Harum e Joe Cocker (todos, exceto Fame, eram artistas de Essex / Straight Ahead Productions). Por trás de seu sucesso com "A Whiter Shade of Pale", de Procol Harum, e "With a Little Help From My Friends", de Joe Cocker, Cordell mudou sua operação para Los Angeles e fundou a Shelter Records, com o pianista Leon Russell. 
Ele teve sucesso com Shelter, contratando JJ Cale, Phoebe Snow, Leon Russell, Joe Cocker, Tom Petty and the Heartbreakers, entre outros. Ele também é conhecido como um dos primeiros mentores de Tony Visconti. 
No final dos anos 70, ele iniciou o palácio de patinação Flippers em Los Angeles, Califórnia. Na década de 1980, ele se voltou para seu outro interesse, corridas de cavalos, mas na década de 1990 voltou a produzir discos e mais uma vez trabalhou para a Island. Entre outros, ele ajudou a produzir The Cranberries em seu álbum de estreia, Everybody Else Is Doing It, So Why Can't We?, após descobri-los em Corki, a apostar na banda, que escreveu uma música em seu tributo chamada "Cordell" (1996), lançado no álbum To the Faithful Departed, e o álbum de Melissa Etheridge, Yes I Am.

## Morte
Cordell morreu em fevereiro de 1995 em Dublin, na Irlanda, de linfoma aos 51 anos. 

## Legado
Ele foi pai dos músicos Tarka Cordell e Milo Cordell da banda The Big Pink. Uma corrida de cavalos, a Estaca Denny Cordell Lavarack Fillies, é realizada anualmente na memória de Cordell no Hipódromo de Gowran Park, onde selou seu primeiro vencedor como treinador de cavalos de corrida.